# Électricité de France
Électricité de France (EDF) is het grootste elektriciteitsbedrijf van Europa. Het staatsbedrijf is op alle terreinen van energie actief, van productie tot levering.

## Bedrijfsoverzicht
Op 8 april 1946, werden alle 1350 Franse nutsbedrijven genationaliseerd. Zij werden alle gebundeld in één organisatie onder de naam Electricité de France (EDF). Alle aandelen waren in handen van de Franse overheid. Na de Tweede Wereldoorlog werd geïnvesteerd in de bouw van waterkrachtcentrales om de capaciteit uit te breiden. Later werden centrales op steenkool en olie bijgebouwd om in de groeiende vraag naar elektriciteit te kunnen voorzien. De eerste oliecrisis in 1973 toonde de kwetsbaarheid van dit beleid en men besloot in korte tijd 13 kerncentrales te bouwen om de afhankelijkheid van buitenlandse energieleveranciers te verminderen. In 1977 kwam de eerste nucleaire unit in Fessenheim in productie. In 2018 had EDF 58 kernreactoren verspreid over 19 centrales in heel Frankrijk, met een capaciteit van 63 gigawatt (GW).
In 2021 behaalde EDF een omzet van € 85 miljard. In dit jaar produceerde het bedrijf 523 TWh aan elektriciteit, waarvan 410 TWh afkomstig uit kerncentrales. In Engeland lag de productie op 42 TWh. De schone energiepoot, EDF Renewables, produceerde 17 TWh. De uitstoot van koolstofdioxide lag op 48 gr/kWh mede door het hoge aandeel van kernenergie en hernieuwbare energie in de productie. EDF had in 2021 een totale productiecapaciteit van 123,3 GW en liet hiermee het Duitse RWE en het Italiaanse Enel ver achter zich. Wereldwijd heeft het bedrijf 163.000 werknemers in dienst, en een klantenkring van 35 miljoen consumenten. In 2021 was het aandeel van Frankrijk in de totale omzet ongeveer twee derde; de rest werd voornamelijk behaald in het Verenigd Koninkrijk en Italië. Per 31 december 2017 heeft EDF een meerderheidsbelang in Framatome, dit onderdeel droeg € 3 miljard bij aan de omzet in 2018.
In 2022 leed het bedrijf een recordverlies van € 18 miljard. Vooral in Frankrijk kampte het bedrijf met problemen, de productie van de kerncentrales daalde fors, met 82 TWh naar 279 TWh in 2022, de regering stelde limieten aan de verhoging van de elektriciteitsprijs en de productie van de waterkrachtcentrales viel ook tegen. Om aan de vraag te voldoen moest EDF elektriciteit inkopen tegen veel hogere prijzen dan het kon verkopen en dit resulteerde in een daling van de bedrijfswinst in Frankrijk met € 30 miljard.

### Privatisering en nationalisatie
In 2005 ging EDF naar de aandelenbeurs Euronext Parijs. Met een verwachte winst van € 7 miljard zou het de grootste beursgang in de Franse geschiedenis moeten zijn. De beursgang was echter, in tegenstelling tot de beursgang van zijn zusterbedrijf Gaz de France (GDF) in hetzelfde jaar, een teleurstelling.
Medio juli 2022 deed de Franse staat een bod op alle aandelen EDF die het nog niet in handen heeft. Het bod van € 12 per aandeel had een totale waarde van € 9,7 miljard. In juni 2023 had de Franse staat alle aandelen EDF weer in handen en was de nationalisatie compleet. Op 8 juni 2023 werd de beursnotering van het bedrijf geschrapt.

### Nieuwbouwprojecten

#### Frankrijk
Voor het eerst in 15 jaar heeft EDF in 2005 de opdracht gegeven voor de bouw van een nieuwe kernenergiecentrale. Met de bouw van de centrale van de derde generatie is in 2006 begonnen en deze staat aan de kust bij Flamanville. De capaciteit van de Europese drukwaterreactor (EPR) wordt 1650 megawatt (MW). De centrale heeft een verwachte technische levensduur van 60 jaar. In 2007 nam het Italiaanse nutsbedrijf Enel een aandelenbelang van 12,5% in de reactor en kreeg een optie om belangen van vergelijkbare omvang te nemen in de vijf volgende reactoren van dit type die EDF van plan was te gaan bouwen. In december 2012 trok ENEL zich terug uit het project en kreeg haar investering van € 663 miljoen terug. De bouw van de twee EPR-reactoren bij Flamanville verloopt veel trager dan verwacht, aanvankelijk was de eerste productie verwacht in 2013, maar dat werd al snel 2016. Ook de investering in het project liep op, in 2012 was de schatting zo’n € 8,5 miljard en dat bijna drie keer meer als oorspronkelijk verwacht. In december 2022 schreef EDF dat de centrale in 2024 begint met de productie en de kosten zijn gestegen tot zo'n € 13 miljard.
Medio 2014 presenteerde de Franse regering plannen om het aandeel van kernenergie in het totaal te beperken. Nu ligt dit aandeel op 75% en in de plannen wordt gestreefd naar een belang van 50% in 2025. In oktober 2014 stemde de Franse Tweede Kamer in met het plan. De capaciteit blijft gehandhaafd op het huidige niveau van 63,2 GWh per jaar, waardoor de toekomstige extra vraag met andere energiebronnen gedekt moet worden. De overheid streeft hierbij naar een aandeel van 40% voor niet-nucleaire alternatieve energie, tegenover 32% in 2013. De oudste kernenergiecentrale in Fessenheim is eind 2016 gesloten. Vanuit de industrie zijn bezwaren geuit omdat de kosten van elektriciteit zullen stijgen bij de uitvoering van dit plan. In juli 2015 werd de wet aangenomen van milieuminister Ségolène Royal waarmee de reductie van het aandeel van kernenergie naar 50% in 2025 vastligt. In mei 2019 werd de termijn met 10 jaar verlengd tot 2035.
De verlening van de termijn was de eerste indicatie van een beleidswijziging. In februari 2022 lanceerde president Macron  een plan om zes nieuwe reactoren te bouwen met een optie voor acht extra. Macron wil extra kerncentrales om het het verbruik van olie en gas in de komende 30 jaar te verminderen. De termijn van 2035 vervalt en Macron wil in 2050 nog altijd meer dan 50% van de stroom met kerncentrales opwekken. In januari 2023 stemde de Franse Senaat in met een wetsontwerp om procedures voor de bouw van nieuwe nucleaire installaties en de exploitatie van bestaande installaties te versnellen. In maart 2023 keurde het Franse parlement het nucleaire investeringsplan van € 52 miljard goed, met 402 stemmen voor en 130 tegen, voor de bouw van zes EPR-2 PWR's op drie plaatsen. Als alles volgens plan verloopt zal de bouw van de eerste reactor in 2027 van start gaan.

## Internationaal
EDF is ook buiten Frankrijk actief: vooral in omringende landen als Duitsland, Italië en het Verenigd Koninkrijk.
In september 2008 kondigde EDF de overname aan van British Energy. British Energy beheert in totaal acht kerncentrales met een totale productiecapaciteit van 9,5 GWh per jaar in het Verenigd Koninkrijk. De centrales van British Energy zijn relatief oud en EDF verbond zich aan een investeringsprogramma voor vier nieuwe kerncentrales. Deze overname werd gedaan in samenwerking met het Engelse nutsbedrijf Centrica, dat nu een belang heeft van 20% in British Energy. In februari 2013 trok Centrica zich terug uit het nieuwbouwproject vanwege de stijgende kosten voor en vertraging van de bouw van de nieuwe installaties.
Van de beloofde nieuwe centrales zou de eerste in 2017 met de productie starten, maar deze ambitie is niet gehaald. In september 2016 tekende EDF het contract voor de bouw van een kerncentrale bij Hinkley Point. Er komen twee reactoren die tezamen voor 7% in de elektriciteitsbehoefte van het land kunnen voorzien. De centrale vergt een investering van zo'n £ 18 miljard. In september 2019 maakte EDF bekend dat de eerste elektriciteit uit Hinkley Point C in 2025 wordt verwacht. De verwachte investeringsuitgave is verhoogd naar £ 21,5-22,5 miljard. Al deze extra investeringen komen voor rekening van EDF.

### Nederland
Medio 2007 heeft EDF Trading, een dochteronderneming, het Nederlandse bedrijf Amstuw overgenomen. Amstuw heeft drie terminals voor de over- en opslag van steenkool in de haven van Amsterdam. De drie terminals kunnen op jaarbasis zo’n 15 miljoen ton steenkool verwerken. De terminals liggen in de Amerikahaven, in de Westhaven en Afrikahaven. EDF Trading is sinds 2000 actief in deze handel vanwege de met steenkool gestookte elektriciteitscentrales die EDF heeft in onder andere Frankrijk en Engeland. Per jaar verhandelt de organisatie circa 30 miljoen ton steenkool afkomstig uit Zuid-Afrika, Colombia, Indonesië, Australië en Rusland.
Op 12 februari 2010 is de Sloecentrale in Vlissingen-Oost officieel in gebruik genomen. De centrale heeft een opgesteld vermogen van 870 MW, verdeeld over twee units van elk 435 MW. Voor het transport van het aardgas is de Zuid-Bevelandleiding gerealiseerd; een pijpleiding met een lengte van 55 kilometer. De gasgestookte Sloecentrale heeft een hoog rendement van ongeveer 58%. Bij een volle benutting van de capaciteit, kan de centrale circa 4% van de Nederlandse elektriciteitsproductie verzorgen. Met de bouw van de centrale is begonnen in juli 2007; de totale investering bedroeg € 550 miljoen. EDF en het Zeeuwse nutsbedrijf PZEM zijn beide voor 50% eigenaar van de centrale. In september 2022 verkocht EDF het belang in de centrale aan de Tsjechische energieproducent EPH.

### België
In november 2009 nam EDF het 100%-belang van het Engelse gasbedrijf Centrica in Segebel over. Segebel heeft op haar beurt een belang van 51% in SPE, dat in 2011 werd omgedoopt tot EDF Luminus. In België is EDF Luminus na Electrabel de grootste producent van elektriciteit, met een aandeel van circa 13% in de totale landelijke capaciteit, en ook de tweede distributeur van elektriciteit en gas. SPE beschikt over een productiecapaciteit van bijna 2000 MW en heeft ongeveer 1,7 miljoen klanten. De overnamesom bedroeg € 1,3 miljard. De overige aandeelhouders in EDF Luminus hebben een optie gekregen om hun aandelen ook aan EDF te verkopen. Drie Belgische aandeelhouders hebben hiervan gebruikgemaakt waardoor het belang van EDF in SPE is gestegen naar 63,5% medio 2010.